# جرذ الأرز الكهرماني
جرذ الأرز الكهرماني (الاسم العلمي: Oryzomys subflavus) (بالإنجليزية: Flavescent Oryzomys)‏ هو نوع من الحيوانات يتبع جنس جرذ الأرز من الفصيلة القدادية.